# Chiesa del Sacro Cuore di Gesù e San Giorgio
La chiesa del Sacro Cuore di Gesù e San Giorgio è un edificio cattolico di Cizzago, frazione del comune italiano di Comezzano-Cizzago, in provincia e diocesi di Brescia. Sede parrocchiale, fa parte della zona pastorale della Bassa Occidentale dell'Oglio, dove è inserita nell'Unità pastorale "Santa Maria delle Nuvole".

## Storia
L'esistenza di una chiesa dedicata a san Giorgio martire è attestata sin dal XII secolo. Posta alle dipendenze della pieve di Trenzano, l'edificio presentata una pianta esagonale, rivolta verso est. 
La chiesa originaria fu gravemente danneggiata durante le guerre tra Milano e Venezia, e fu quindi necessaria una sua ricostruzione, sostenuta dalla nobile famiglia dei Caprioli, i quali ottennero dal vescovo di Brescia Pietro del Monte, il 16 agosto 1449, il giuspatronato sull'edificio. La ricostruzione terminò nell'aprile 1444, e l'edificio poté essere consacrato il 3 maggio seguente. In quell'occasione, la chiesa divenne "curata", cioè parrocchiale. 
Nel 1857 il parroco di Cizzago Domizio Fabeni decise la demolizione dell'edificio quattrocentesco, che ormai versava in condizioni pessime. La costruzione, iniziata nei primi mesi di quell'anno, fu terminata in tempi molto rapidi, in quanto il 3 dicembre don Fabeni volle benedire l'edificio.
Ben presto la nuova costruzione iniziò a presentare segni di deterioramento, che, unendosi all'aumento della popolazione, ne resero necessario il restauro. Nel 1891 venne sostituito il tetto della chiesa, mentre nel 1903 fu demolita la vicina chiesetta di San Giuseppe, permettendo nel 1904 l'ampliamento dell'edificio. Il 26 agosto 1905 l'edificio fu consacrato dal vescovo di Lodi Giovanni Battista Rota, originario di Chiari, e dedicato al Sacro Cuore di Gesù e a san Giorgio. Entro il 1907 i lavori furono ultimati, mentre nel 1908 venne installato l'organo, realizzato dalla ditta Tamburini di Crema.
Tra il 1971 e il 1975, secondo quanto stabilito dal Concilio Vaticano II, venne aggiunta, davanti all'altare maggiore, una mensa eucaristica rivolta verso l'aula, mentre tra il 2014 e il 2015 l'edificio subì lavori di restauro complessivo.

## Descrizione

### Esterno
L'edificio, orientato sull'asse nord-sud, presenta un corpo centrale rettangolare, affiancato da due cappelle per lato e chiuso, sul lato settentrionale, dal presbiterio, anch'esso rettangolare, e dall'abside poligonale.
La facciata, rivolta verso sud e anticipata da un sagrato, si presenta organizzata secondo una struttura a capanna, a registro unico. La superficie è tripartita da quattro lesene di ordine tuscanico, le quali racchiudono al centro il portale di ingresso, decorato da un cornicione sormontato da un architrave, sopra il quale si trova una lapide commemorativa e una lunetta affrescata. Le lesene sorreggono una trabeazione a triglifi e metope sormontata da un frontone triangolare, il quale è coronato da una croce metallica. 
Sul lato occidentale del sinistro, attiguo alla zona presbiterale, si erge il campanile a base quadrata, sulla cui cima, coronata da una guglia a base ottagonale irregolare, si aprono quattro aperture ad arco sormontate da timpani curvilinei.

### Interno
Internamente, la chiesa è ad aula unica, le cui superfici si presentano decorate ed affrescate. L'aula, scandita da lesene lisce sormontate da un cornicione aggettante, è coperta da una volta a botte, replicata sul presbiterio, mentre l'abside è coperto da una volta a ombrello. Nella chiesa si trovano varie opere pittoriche, tra le quali spicca una tela del Romanino raffigurante La Deposizione, opera della maturità dell'artista. 
Il presbiterio, rialzato rispetto al piano dell'aula, è arricchito ai lati da due cantorie, di cui quella sul lato sinistro contiene l'organo Tamburini, costruito nel 1908 e collaudato nel 1910 (anche se nel Catalogo Tamburini è riportato come Opus 46 del 1912). Al centro dell'abside si trova la soasa dell'altare, contenente una scultura raffigurante il Sacro Cuore di Gesù. 